# Undertow (專輯)
深層逆流是一張美國前衛金屬樂團，工具樂團，在1993年所發行的首張錄音室專輯．因為這張專輯所受的歡迎程度，使得1990年代的重金屬音樂得以繼續在主流市場大放異彩．Allmusic當時也看出這張專輯的成功，可以解釋為“令人震驚且恐懼的視覺效果，一個足以填補這張專輯恐怖且深沉的效果。”在2001年，這張專輯不僅獲得了雙白金，截至2010年為止，全球銷售量已達2,910,000張.

## 專輯藝術
整張專輯的藝術設計是由吉它手Adam Jones所主導．但由於這張專輯極受爭議的封面招到各大賣場的封殺（尤其是Wal-Mart），以至於工具樂團必須換上另一個替代品．事實上，每張專輯內都有樂團的一張私人字條，意思是：凡有字條者，可郵寄閱換本專輯原來封面．甚至後來出了一個條碼的封面，底下寫著：被禁的藝術版本，只在周期性賣場販賣．
Adam Jones的寵物豬也出現在這張專輯的底面，那是一張豬躺在一根根叉子的上面的藝術照．

## 音軌列表
1. 偏執　4:53
2. 性監獄　4:56
3. 清醒 5:03
4. 下體 7:13
5. 蠕蟲而行 5:29
6. 困境之曲 5:31
7. 深層逆流 5:21
8. 4度 6:02
9. 洪水 7:45
10. 噩心之宇 15:47

這其中，最後一條音軌“噩心之宇”在大部分北美的發行片是位於第六十九道音軌（十至六十八音軌是空白的，所以從洪水這首歌到“噩心之宇”之間共有大約三分多鐘的空檔．）．在歐洲，有些是第三十九音軌，有些是隱藏音軌．某些日本的版本是在第七十音軌．“噩心之宇”這條音軌又細分幾個部份：
- 打擊樂器／動物叫聲（應該是羊）0:00-1:10
- 傳教士的演講 1:11-2:32
- “噩心之宇”2:33-6:45
- 手板器　6:40-13:50
- 電話錄音 13:51-15:47